# 哈奇 (新墨西哥州)
哈奇（英語：Hatch）是位於美國新墨西哥州唐娜安娜縣的村。

## 人口
根據2020年美國人口普查的數據，哈奇的面積為7.94平方千米，當中陸地面積為7.78平方千米，而水域面積為0.16平方千米。當地共有人口1539人，而人口密度為每平方千米194人。